# 양연화
양연화(楊娟華, 1981년 12월 7일 ~ )는 대한민국의 예술가이다.

## 정보
양연화는 대한민국 강원도 철원에서 태어났으며, 성신여자대학교 서양화과를 다녔다.

## 작품해석

### 평론가의 해석
- 2008년 개인전에 대한 평론가의 해석

"양연화는 '예술가'에 대해 묻고 또 묻는다. 오늘날 예술로서 유통되는 것은 작품이라기보다 각종 미디어에 의해 대중에게 유포된 예술가의 이미지이다. 예술가는 손끝에서 모든 것을 빚어내는 창조주로 여겨지기도 하고, 삶을 위로하고 구원하는 성모(聖母), 또는 새로운 시각을 선도하는 선구자가 되기도 한다.
양연화는 이러한 예술가의 이미지들에 분홍빛 아우라를 덧그리거나 화려한 금테액자를 두름으로써, 우리가 아는 예술이란 결국 제도의 프레임 속에서 만들어진 일종의 관념임을 고발한다. '예술가의 작업실'은 바로 그러한 예술이 태어나는 현장인 것이다.
예술가의 작업실에서는 어떤 일이 벌어질까. 그곳에선 피조물이 생명을 얻고, 시든 꽃이 캔버스 위에서 화려하게 피어나 나비를 부른다. 양연화의 작품에서 작업실 풍경은 마치 박물관의 전시물처럼 유리 너머에 놓여 아우라적 거리를 획득하고, 그럼으로써 모든 것이 가능한 마술적 공간으로 변모한다. 그러나 그곳은 마술사의 무대와도 같아서, 함부로 가까이 가서는 안 되며 보도록 허락된 것만을 보아야 한다. 우리는 관람을 위해 마련된 프레임 너머로 창조의 산실을 엿보는 듯하지만, 그 속에서 실제로 무슨 일이 벌어지는지 누가 알랴.

십여 점의 회화와 드로잉이 포함된 이번 전시에서 가장 주목할 부분은 지하 전시실에서 진행되는 설치작업이다. 1층에서 전시되는 회화 작품들 속에 재현된 작가의 작업실이 1:1의 크기로 설치된다. 유리창 너머로 우리가 익히 상상하던 아틀리에 풍경이 들여다보인다. 그러나 문을 열고 들어가면, 모든 것이 뒤집힌다. 예술가의 작업실, 그 비밀의 방이 궁금증을 더 한다."— 류석우(미술시대 주간)

## 수상경력
- 2007 MiO PHOTO 보관됨 2012-01-18 - 웨이백 머신 AWARD 우수상.[1] (일본)

## 전시경력

### 개인전
- 2008 예술가의 작업실 (갤러리 벨벳, 서울)
- 2006 예술가의 작업실 (스페이스 바바, 서울)
- 2005 예술가의 작업실 (대안공간 아트스페이스 휴, 서울)

### 단체전
- 2008년
  - 2008 이미지 반란 전 (대구KT&G 별관창고, 대구)
  - 2008 쌈지본사 윈도 갤러리 전 (쌈지본사 윈도 갤러리, 서울)
  - 2008 사회적응지침서 (갤러리175, 서울)
  - 2008 A Sweet Illusion (갤러리 한길, 헤이리)

- 2007년
  - 2007 P&P HYBRLD (갤러리 잔다리 , 서울)
  - 2007 MiO PHOTO AWARD AWARDEES' EXHIBITION (Mio Gallery , Japan)
  - 2007 적절한 여자분 전 (스페이스 바바 , 서울)

- 2006년
  - 2006 SIAC 아트페어 (코엑스, 서울)
  - 2006 인미공 '열' 전 (인사미술공간, 서울)
  - 2006 신진작가의 수첩 (인사미술공간, 서울)
  - 2006 신진작가전 (한갤러리 ,서울)
  - 2006 향토작가 초대전 (철원문화원 ,철원)
  - 2006 광주비엔날레 특별전 (아트마켓, 광주)

- 2005년
  - 2005 우수청년작가전 (갤러리가이아 ,서울)
  - 2005 난우,난원전 (인사미술공간 ,서울)
  - 2005 보다 전 (갤러리 벨벳 ,서울)
  - 2005 향토작가 초대전 (철원문화원 ,철원)

- 2004년
  - 2004 미술안으로 나가다 (영은미술관, 경기도)
  - 2004 미술밖으로 나가다 (이화여대 미술관, 서울)
  - 2004 21C 샤머니즘 전 (조흥갤러리 ,서울)
  - 2004 난우,난원전 (종로갤러리 ,서울)

- 2003년
  - 2003 dream work전 (갤러리 가이아 ,서울)
  - 2003 위장된 신체전 (조흥갤러리 ,서울)

- 2001년
  - 2001 동거를 통한 중용으로 종용하기 전 (콩두중전, 서울)

## 참고자료
- 언론자료
  - 월간 PUBLIC ART: 2007년 2월호 인물탐구-신진작가 양연화_손을 그리는 손, 예술가를 그리는 예술가[깨진 링크(과거 내용 찾기)]
  - 월간사진: 2006년 개인전 소개[깨진 링크(과거 내용 찾기)]
  - 한겨레 21: 2008년 개인전 소개[깨진 링크(과거 내용 찾기)]
  - DAUM: 2008년 개인전 소개
  - KBS: 월하리 공공미술 프로젝트 인터뷰[깨진 링크]